# Вуробараву, Никенике
Никенике Вуробараву (англ. Nikenike Vurobaravu; род. 3 декабря 1951, Новые Гебриды) — вануатский политический деятель и дипломат, президент Вануату с 23 июля 2022 года. Ранее занимал многочисленные дипломатические и правительственные должности, в том числе, возглавлял диппредставительство Вануату на Фиджи. Избран президентом в ходе восьмого тура президентских выборов в Вануату в июле 2022 года. Является членом политической партии Вануаку (вице-президент).

## Биография
Вуробараву женат на Риме Вуробараву.
Он получил степень бакалавра искусств в Южнотихоокеанском университете на Фиджи в 1987 году. Вуробараву также получил степень магистра искусств в области дипломатических исследований в Вестминстерском университете в Соединенном Королевстве в 1993 году. Он специализировался на сотрудничестве в целях развития, анализе внешней политики и управлении дипломатическими миссиями во время учебы в Англии.
Вуробараву был координатором Комплексной программы реформ Вануату для Азиатского банка развития. Он также служил политическим советником в канцелярии премьер-министра с 2008 по 2010 год.
В феврале 2014 года Вуробараву был назначен Верховным комиссаром Вануату на Фиджи, став первым в истории страны постоянным Верховным комиссаром, проживающим в Суве. Однако в 2015 году тогдашнее правительство отозвало его в Вануату. 12 октября 2017 года президент Вануату Таллис Мозес Обед назначил Вуробараву на второй срок Верховным комиссаром Фиджи. 14 ноября 2017 года Вуробараву вручил свои верительные грамоты президенту Фиджи Джордже Конроте.
В восьмом туре голосования на президентских выборах в Вануату в 2022 году парламент избрал Вуробараву президентом страны. В предыдущих семи турах ни один кандидат не набрал большинства голосов; однако Вуробараву провел переговоры с девятью членами коалиционной партии бывшего премьер-министра Шарлота Салвая, которые согласились поддержать его, что позволило ему выиграть президентские выборы.
18 августа 2022 года Вуробараву распустил парламент по просьбе премьер-министра Боба Лафмана, который посоветовал это сделать, чтобы избежать вотума недоверия. Предложение вызвало критику со стороны оппозиции, и лидер оппозиции Ральф Регенвану объявил, что противоборствующие стороны будут оспаривать роспуск в суде.